# Rượu đắng Angostura

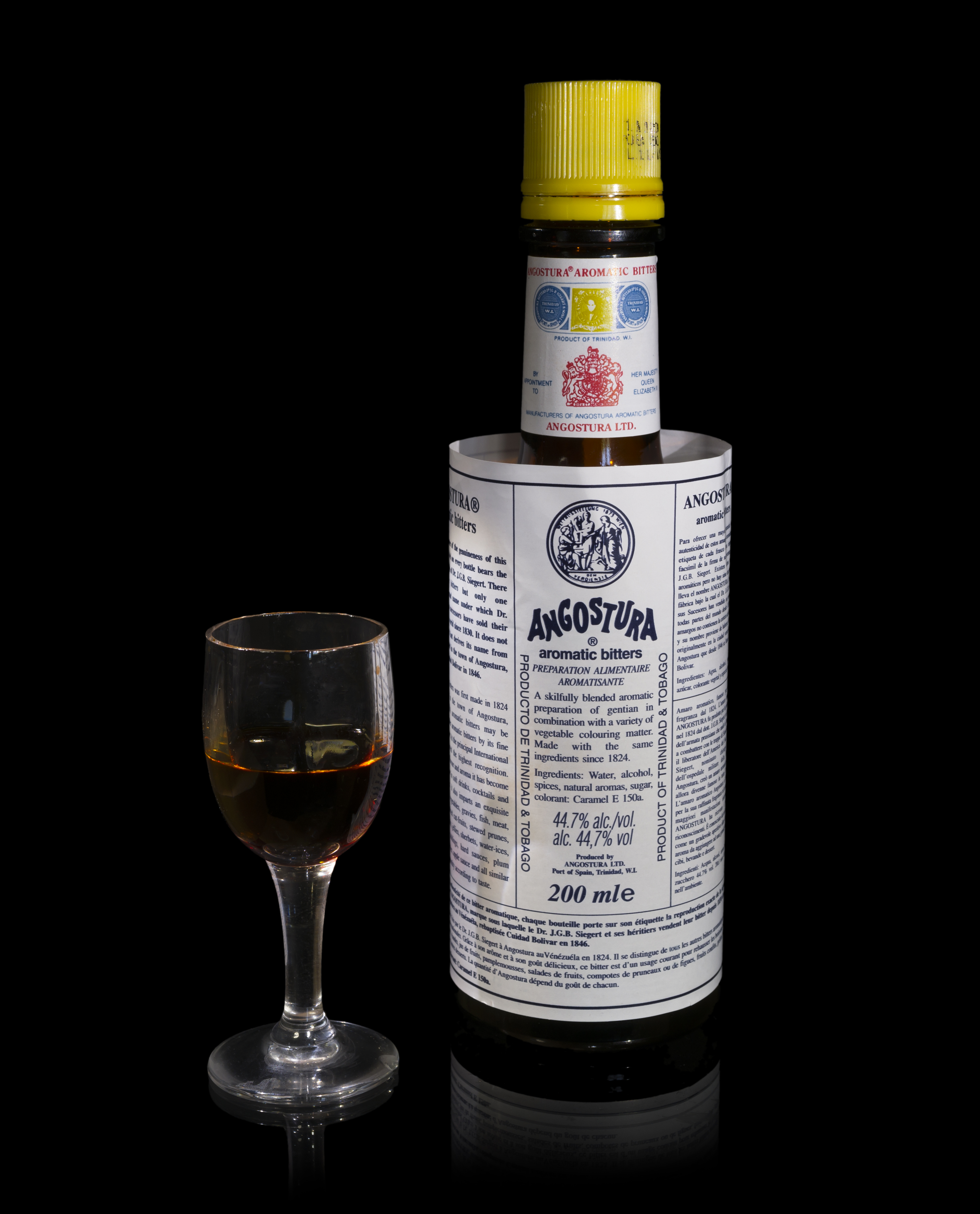
Một chai Angostura thơm đắng với nhãn ngoại cỡ đặc biệt

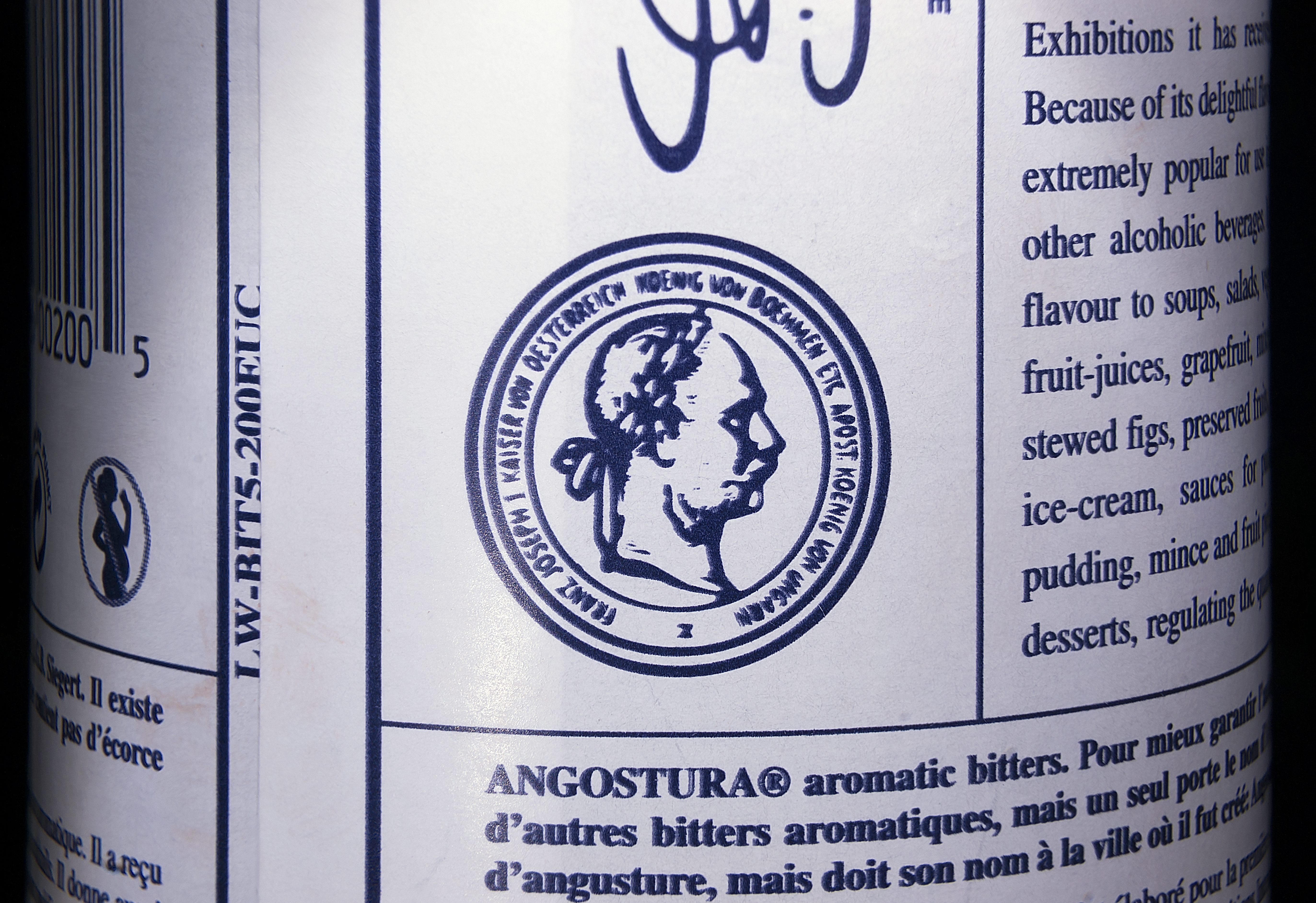
Hoàng đế Franz Joseph I của Áo được hiển thị trên nhãn, kể từ khi Angostura giành được huy chương tại Hội chợ Thế giới năm 1873 ở Vienna.

Rượu đắng Angostura (tiếng Anh:  /æŋɡəˈstjʊərə/) là một loại rượu đắng đậm đặc (pha bằng cách ngâm thảo mộc) dựa trên cây long đởm, thảo mộc và gia vị,  thuộc công ty House of Angostura ở Trinidad và Tobago. Rượu thường được sử dụng để tạo hương vị cho đồ uống, ít thường dùng như thực phẩm. Rượu đắng lần đầu tiên được sản xuất ở thị trấn Angostura (nay là Ciudad Bolívar, Venezuela), do đó có tên gọi như vậy, nhưng không chứa vỏ cây angostura. Chai rượu có thể nhận biết qua nhãn dán lớn đặc biệt. Angostura là tiếng Tây Ban Nha có nghĩa là thu hẹp, thị trấn Angostura nằm ở chỗ thu hẹp đầu tiên của sông Orinoco.

## Lịch sử
Công thức rượu được phát triển như một loại thuốc bổ bởi Johann Gottlieb Benjamin Siegert,  một bác sĩ phẫu thuật chính quy người Đức trong quân đội của Simón Bolívar ở Venezuela. Siegert bắt đầu bán rượu vào năm 1824 và thành lập một nhà máy chưng cất rượu năm 1830.  Siegert có trụ sở tại thị trấn Angostura và sử dụng các nguyên liệu sẵn có tại địa phương, có lẽ dựa vào kiến thức thực vật sẵn có của người Amerindia địa phương.  Sản phẩm đã được bán ở nước ngoài từ năm 1853, đến năm 1875, nhà máy được chuyển từ Ciudad Bolivar đến Cảng Tây Ban Nha, Trinidad, tại đây vẫn tồn tại. Angostura đã giành được huy chương tại Weltausstellung 1873 Wien . Huy chương vẫn được khắc họa trên tấm nhãn khổ lớn, đi kèm chân dung mặt nghiêng của Hoàng đế Franz Joseph I của Áo.
Công thức chính xác là một bí mật được bảo vệ chặt chẽ, chỉ có một người biết toàn bộ công thức, được thông qua một cách uy tín. 
Kể từ năm 2007, Angostura cũng đã sản xuất Angostura Orange, một loại rượu cam đắng với hương hoa nhẹ và vỏ cam tươi.  Angostura Orange đã không thống trị thị trường rượu cam đắng giống như cách mà loại rượu đắng thơm đã trở thành một sản phẩm thiết yếu trong các quán bar và người tiêu dùng.
Trong năm 2009, rượu đắng Angostura thiếu hụt;  công ty báo cáo rằng nguyên nhân chủ yếu là do nguồn cung cấp chai của họ có vấn đề. Có tin đồn không chính xác về việc thu hồi sản phẩm, hoặc việc sản xuất rượu đắng đã dừng lại tại nhà máy ở Trinidad. Sự thiếu hụt là chủ đề của nhiều bài báo và blog, đặc biệt là trong ngành công nghiệp cocktail.

## Sử dụng
Rượu đắng Angostura là cực kỳ cô đặc và có thể là một hương vị đặc thù; Mặc dù có 44,7% cồn theo thể tích, nhưng rượu đắng thường không uống được khi không bị pha loãng, mà thay vào đó được sử dụng với một lượng nhỏ làm hương liệu.

### Dược liệu
Rượu đắng Angostura được cho là có đặc tính phục hồi. Rượu đắng Angostura thường bị cho là có chất độc vì nó được kết hợp với vỏ cây angostura (mà nó không chứa), mặc dù không độc, trong quá trình sử dụng làm thuốc thường bị pha trộn bởi những người bán hàng vô lương tâm,  những người này pha thêm vỏ cây Strychnos nux-vomica hoặc copalchi rẻ hơn, độc hơn. Angostura vẫn thường được người Trinidadia sử dụng để điều trị các vấn đề về tiêu hóa, với giả thiết rằng cây khổ sâm có chứa chất này có thể hỗ trợ chứng khó tiêu. 

### Cocktail
Rượu đắng Angostura là một thành phần chính trong nhiều loại cocktail. Ban đầu được sử dụng để chữa đau bụng cho binh lính trong quân đội của Simón Bolívar, sau đó nó trở nên phổ biến để pha nước soda và thường được phục vụ với rượu gin. Hỗn hợp này được kết hợp dưới dạng một loại rượu gin màu hồng, và cũng được sử dụng trong nhiều loại cocktail khác như vodka dài, bao gồm vodka, rượu đắng và nước chanh. Ở Hoa Kỳ, nó được biết đến nhiều nhất với việc sử dụng trong các loại cocktail whisky: loại Old fashioned, được pha bằng rượu whisky, rượu đắng, đường và nước,  và Manhattans, thường được pha bằng rượu whisky lúa mạch đen và rượu vermouth đỏ. Pha chế pisco sour, người ta rắc vài giọt lên trên lớp bọt vừa để tạo mùi thơm, vừa để trang trí. Pha một ly cocktail sâm panh, một vài giọt rượu đắng được thêm vào một viên đường.
Ở Hồng Kông, rượu đắng Angostura được đưa vào món cocktail xạ thủ địa phương. Mặc dù không có trong công thức cổ điển, những người pha chế đôi khi thêm hương vị cho ly cocktail mojito bằng cách rắc một vài giọt rượu đắng Angostura lên trên. Rượu đắng cũng có thể được sử dụng trong đồ uống "giải khát"; một thức uống phổ biến được phục vụ tại quán rượu ở Úc và New Zealand là chanh vàng, chanh xanh và rượu đắng . Ở Malawi, rượu đắng được thêm vào hỗn hợp đá xay, bia gừng và Sprite để tạo thành một shandy đá.
Trong số các cộng đồng phục vụ rượu nhất định (đặc biệt là ở Malaysia), các bức ảnh chụp Angostura được coi là "cái bắt tay của người pha chế" trong hoặc sau khi kết thúc ca làm việc. 
Nhà cung cấp rượu đắng Angostura lớn nhất trên thế giới là quán rượu Nelsen's Hall Bitters trên Đảo Washington ngoài khơi cực đông bắc của bán đảo Door ở Quận Door, Wisconsin. Quán rượu bắt đầu bán các phần rượu đắng như một loại "thuốc bổ dạ dày cho mục đích chữa bệnh" theo giấy phép dược phẩm trong thời gian cấm rượu ở Hoa Kỳ . Tục lệ đã giúp quán trở thành quán rượu hoạt động liên tục lâu đời nhất ở Wisconsin, vẫn là một truyền thống sau khi Lệnh cấm được bãi bỏ. Tính đến năm 2018, quán rượu tổ chức Câu lạc bộ rượu đắng, kết hợp rượu đắng vào các món ăn trong thực đơn và bán tới 10.000 phần mỗi năm. 

### Công thức rượu phổ biến
- Brut cocktail
- Champagne cocktail
- Fallen angel
- Gunner
- Manhattan
- Old fashioned
- Pink gin
- Pisco sour
- Prince of Wales
- Rob Roy
- Rum punch
- Singapore sling
- Zombie